# Кабрера, Гонсало
Гонсало Габриэль Кабрера Хиордано (исп. Gonzalo Gabriel Cabrera Giordano; 15 января 1989, Буэнос-Айрес, Аргентина) — аргентинский футболист, полузащитник.

## Биография
Кабрера родился в 1989 году в Буэнос-Айресе, и сделал первые шаги в академии «Бока Хуниорс». В 2008 году был вызван в первую команду, однако, он так и не дебютировал за неё. Вместо этого, он отправился в аренду в колумбийский «Депортиво Кали», а затем в кипрский «Докса». За киприотов Гонсало сыграл 18 матчей и забил 3 мяча. 31 января 2011 года он снова отправился в аренду в АЕК (Ларнака), до конца сезона 2010/11, сыграв в 12 матчах и забив 1 гол.
В своем первом сезоне в малайзийском «Джохоре», Кабрера стал очень влиятельным игроком, забив 19 мячей и записав на свой счёт пять ассистов. Первую половину 2017 года Гонсало отыграл как аргентинец, затем, стал играть, как азиатский игрок с иракским паспортом.